# Kokosöl
Kokosöl oder Kokosnussöl, auch Kokosfett genannt, ist ein weißes bis gelblich-weißes Pflanzenfett, das aus Kopra, dem Nährgewebe der Kokosnuss (Frucht der Kokospalme), gewonnen wird. Es hat einen sehr hohen Anteil gesättigter Fettsäuren. Kokosöl wird in der Küche vor allem zum Backen, Braten und Frittieren verwendet, daneben in der Süßwarenindustrie, für pharmazeutische und kosmetische Zwecke sowie als Ausgangsstoff für die Oleochemie.

## Eigenschaften
Kokosnussöl hat eine weiße bis gelbliche Färbung. Es riecht mild, wachsartig und frisch mit einer leichten Kokosnote. Obwohl dieses Öl wegen seines hohen Anteils an gesättigten Fettsäuren recht lagerstabil ist, riecht es häufig leicht ranzig. Es wird auch als Kokosfett bezeichnet, weil es bei Raumtemperatur fest ist.
Da Kokosöl beim Schmelzen erhebliche Schmelzenthalpie aufnimmt, erzeugt es im Mund einen deutlichen Kühleffekt. Dieser kommt bei der zumeist handgemachten Süßigkeit Kalter Hund zum Einsatz. Die Süßwarenindustrie nutzt eine ähnliche Schokoladenmasse zur Herstellung von Eiskonfekt.

Allgemeine chemische Struktur von Fett, wie Kokosfett. Darin sind R^{1}, R^{2} und R^{3} weit überwiegend langkettige Alkylreste oder (seltener) Alkenylreste mit einer meist ungeraden Anzahl von Kohlenstoffatomen. Kokosfett ist – wie andere Pflanzenfette – ein Gemisch von Triestern des Glycerins.

## Zusammensetzung
Kokosöl besteht hauptsächlich aus Triglyceriden, die gesättigte Fettsäure-Reste enthalten. Des Weiteren enthalten die Triglyceride als Fettsäure-Rest den einfach ungesättigten Ölsäure-Rest sowie Spuren von Mineralstoffen, Aminosäuren, Vitamin E und Lactone. Wird das Öl jedoch raffiniert, so geht das Vitamin E verloren.

## Geschichte
Kokospalmen wurden im malaiischen Archipel bereits seit 3000 bis 4000 Jahren kultiviert. Größere wirtschaftliche Bedeutung erlangten sie im 19. Jahrhundert mit der Anlage von Plantagen auf Ceylon durch Holländer. Heute  erstreckt sich die Kultivierung von Kokospalmen weltweit auf die tropischen Zonen im Küstenbereich und an Flussufern. Ein großer Teil der Früchte wird vor Ort verbraucht, zu den wichtigsten Anbauländern zählen Indonesien, die Philippinen und Indien. Die Nutzung von Kopra hat sich in den vergangenen Jahrzehnten  stark erhöht. Seit 1961 hat sich die globale Kokosölproduktion fast verdoppelt:
| Jahr | in Tonnen | Anteil an globaler Pflanzenölproduktion |
| ---- | --------- | --------------------------------------- |
| 1961 | 1.634.150 | 9,4 %                                   |
| 1971 | 2.266.299 | 8,3 %                                   |
| 1981 | 2.808.955 | 6,8 %                                   |
| 1991 | 2.950.192 | 4,7 %                                   |
| 2001 | 3.739.380 | 3,9 %                                   |
| 2011 | 3.185.873 | 2,1 %                                   |

2014 machte Kokosöl knapp zwei Prozent der weltweiten Pflanzenölproduktion aus.

## Wirtschaftliche Bedeutung
2020 wurden laut der Ernährungs- und Landwirtschaftsorganisation FAO weltweit 2.611.564 t Kokosöl produziert.
Folgende Tabelle gibt eine Übersicht über die fünf größten Produzenten von Kokosöl weltweit, die 84,7 % der Gesamtmenge produzierten.
| Kokosöl        | Tonnen    |
| -------------- | --------- |
| Philippinen    | 965.200   |
| Indonesien     | 599.000   |
| Indien         | 339.000   |
| Vietnam        | 176.717   |
| Mexiko         | 132.300   |
| Summe Top Five | 2.212.217 |

## Gewinnung und Lagerung

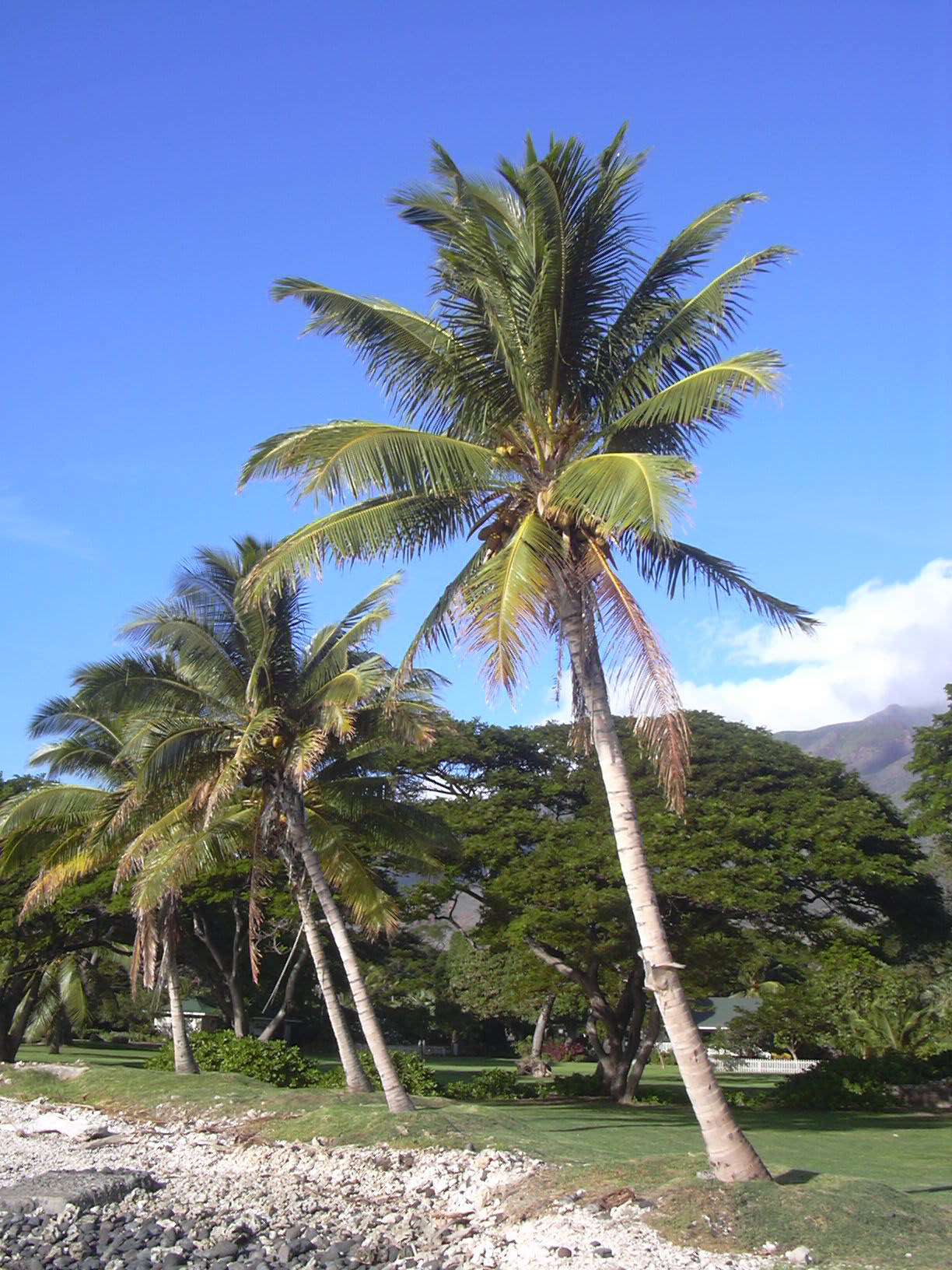
Kokospalmen auf Maui

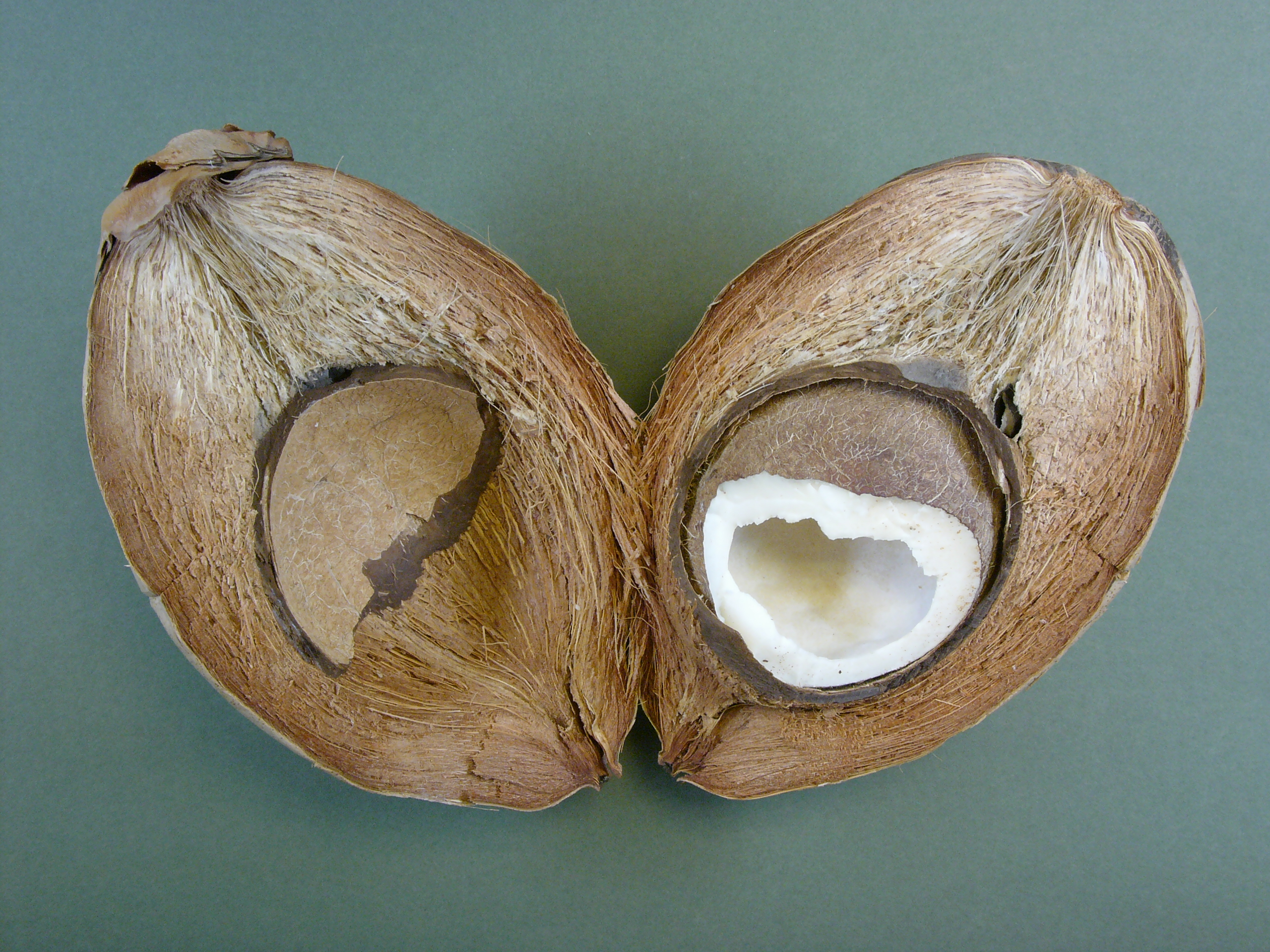
Rechts das Fruchtfleisch der Kokosnuss

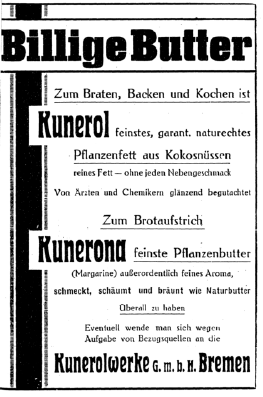
Werbung für Kunerol (1912)

Zur Gewinnung von Kokosöl wird von der Kokosnuss (Frucht der Kokospalme) das auch Kopra genannte Fruchtfleisch zerkleinert und getrocknet. Dieses wird in Ölmühlen ausgepresst. Vor der Verwendung als Speisefett wird das Öl raffiniert und desodoriert. Gekühlt kann Kokosöl ein bis zwei Jahre gelagert werden.

## Verwendung
Kokosöl findet vielseitige Verwendung bei der Zubereitung von Speisen, in der Herstellung von Kosmetika, in Technik und Industrie.

### In der Küche

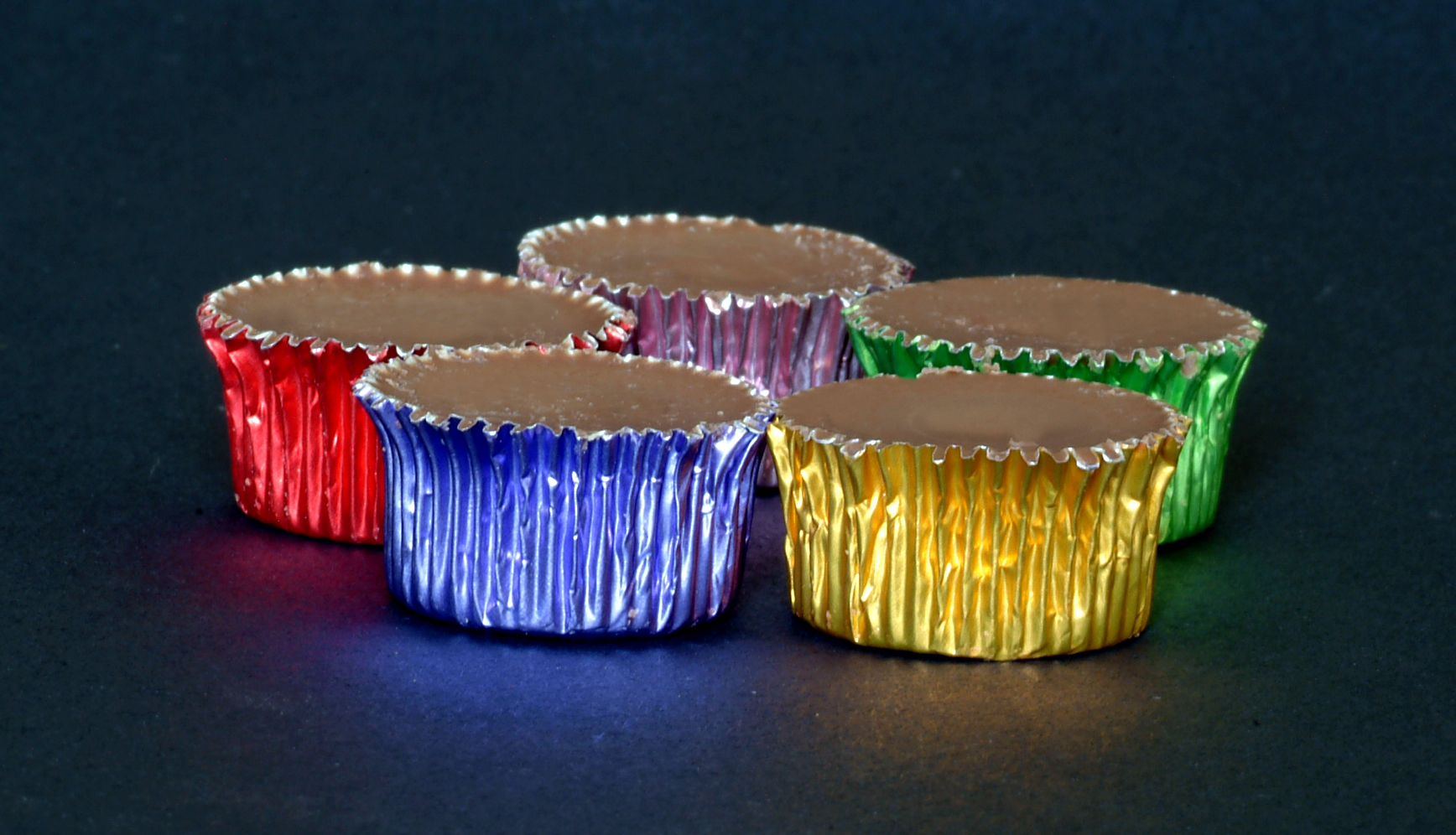
Ungehärtetes Kokosfett sorgt für den kühlenden Effekt beim Verzehr von Eiskonfekt

Kokosfett eignet sich als hocherhitzbares Öl zum Kochen, Braten und Backen, da es zwar bei Raumtemperatur fest ist, jedoch wegen seines niedrigen Schmelzpunktes bei Wärmezufuhr sehr schnell flüssig wird. Außerdem wird Kokosfett in der Lebensmittelindustrie für die Margarinen- und Süßwarenherstellung verwendet, ebenso die bei der Pressung anfallenden Kokosraspeln. In Deutschland wird unter dem Markennamen Palmin seit 1894 Kokosfett angeboten. Daneben kann unverarbeitetes Kokosfett auch direkt als Streichfett verwendet werden.

### In der Kosmetik
Wegen des Gehalts an Laurinsäure zählt Kokosöl zu den Laurinölen. Die Eigenschaften der Laurinsäure stellen dabei die Basis dar für die Produktion von Shampoo, Rasierseife, Sonnenschutzcreme und After-Sun-Produkten, Bade- und Massageöl, Creme, Seife und anderen Detergentien. Kokosöl (Oleum cocos) zeigt eine feuchtigkeitsspendende Wirkung und hat einen kühlenden Effekt, dringt jedoch kaum in die Haut ein. Anwendung findet es auch als natürliches Insektenrepellent. Durch Auftragen auf die Haut ergibt sich laut Deutschem Grünen Kreuz ein einfaches Mückenschutzmittel.

### In der Technik und Industrie
Auch in diesem Bereich kommt das Öl vielseitig zum Einsatz. So wird es in der Süßwarenindustrie aufgrund seines kühlenden Effekts bei der Fabrikation von Speiseeis, Waffelfüllungen und Überzugsmassen verwendet, außerdem auch bei der Herstellung von Pflanzenmargarine und Schokolade. Auch die bei der Raffination anfallenden Fettsäuren finden bei der Herstellung von Kunstharzen, Insektiziden und Arzneimitteln Gebrauch. Darüber hinaus kann Kokosöl zu höheren, gesättigten und ungesättigten Fettalkoholen, Fettalkoholsulfaten und anderen Alkoholderivaten weiterverarbeitet werden. Es eignet sich außerdem zur Produktion von Seifen und Kerzen. Aufgrund des hohen Anteils an Laurinsäure dient Kokosöl auch als wichtiges Ausgangsprodukt für Tenside. Schließlich kann aus den im Öl enthaltenen Caprylsäuremethylester und Octylalkohol noch Octylaldehyd gewonnen werden, das als Zusatz bei Seifen und Kerzen eingesetzt wird.
Eine weitere positive Eigenschaft des Kokosöls ist, dass es sich in einem chemischen Prozess mit Methanol umestern lässt und so in reiner Form (Fettsäuremethylester) als Biodiesel oder als Beimischung zu Dieselkraftstoff anwendbar ist. Auf den Philippinen wird Fettsäuremethylester aus Kokosöl bereits in großer Menge produziert.

## Ökologische Probleme
Da die Kultur von Kokospalmen nur in tropischen Gebieten und unter ähnlichen Bedingungen wie jene der Ölpalme möglich ist, ähneln die Kritikpunkte an der Kokosölproduktion jenen der Palmölproduktion. Als weiterer Kritikpunkt neben dem Verdacht auf Menschenrechtsverletzungen und illegale Rodungen wird angeführt, dass der Ertrag von Kokospalmen-Plantagen (0,7 t/ha) deutlich geringer ist als jener der Palmölplantagen (3,3 t/ha). Laut der Studie „Auf der Ölspur“ des WWF Deutschland könnte der Umstieg von Palmöl auf andere Fette jährlich 308 Millionen Tonnen mehr Treibhausgasemissionen und einen Anstieg an illegalen Rodungen verursachen, sollte er zu einem großen Teil auf Kokosöl erfolgen. Demnach wäre der ökologische Fußabdruck von Kokosöl größer als jener des schon in Verruf geratenen Palmöles.

## Gesundheitliche Effekte auf den Menschen
Kokosöl wird bisweilen als „Superfood“ und Wunder zum Abnehmen gesehen. Eine Umfrage der New York Times aus dem Jahr 2016 ergab, dass 72 % der Öffentlichkeit Kokosnussöl als „gesund“ bezeichnen, verglichen mit 37 % der Ernährungswissenschaftler. Ein Grund für diese Differenz liegt am Marketing von Kokosöl.
Die gesundheitlichen Auswirkungen von Kokosnussöl werden in der wissenschaftlichen Literatur ambivalent gesehen. Kokosnussöl besteht bis zu 92 % aus Triglyceriden gesättigter Fettsäuren, damit ist es „gesättigter“ als z. B. Palmöl, Schweineschmalz und Butter. Die American Heart Association schließt deswegen aus einer Auswertung von über 100 Studien, dass negative Effekte auf die menschliche Gesundheit überwiegen, da Kokosnussöl signifikant den LDL-Wert (gemein bekannt als „schlechtes Cholesterin“) erhöht und damit ein Auslöser von tödlichen kardiovaskulären Erkrankungen sein kann. Die Autoren empfehlen als gesündere Alternative eine mediterrane Ernährung, also die Aufnahme von Produkten, die einfach (z. B. Raps- oder Olivenöl) und mehrfach ungesättigte Fettsäure-Reste (insbesondere Lein-, Sonnenblumen- oder Fischöl) enthalten. Dies entspricht den Empfehlungen anderer großer Gesundheitsorganisationen wie z. B. der Weltgesundheitsorganisation.
| Fettsäure     | Gewichtsanteil an Gesamt-Fettsäuren |
| ------------- | ----------------------------------- |
| Capronsäure   | < 0,7 %                             |
| Caprylsäure   | 4,6 – 10,0 %                        |
| Caprinsäure   | 5,0 – 8,0 %                         |
| Laurinsäure   | 45,1 – 53,2 %                       |
| Myristinsäure | 16,8 – 21,0 %                       |
| Palmitinsäure | 7,5 – 10,2 %                        |
| Stearinsäure  | 2,0 – 4,0 %                         |
| Ölsäure       | 5,0 – 10,0 %                        |
| Linolsäure    | 1,0 – 2,5 %                         |
| Linolensäure  | < 0,2 %                             |
| Arachinsäure  | < 0,2 %                             |
| Gadoleinsäure | < 0,2 %                             |

### Effekte auf Gewichtsreduktion
Der gute Ruf des Kokosöls als Mittel zur Gewichtsreduktion geht u. a. auf die Arbeiten der Ernährungsmedizinerin Marie-Pierre St-Onge zurück. Sie veröffentlichte mit ihrer Arbeitsgruppe zwei wissenschaftliche Arbeiten, die zeigten, dass der Verzehr mittelkettiger Triglyceride – einem Bestandteil von Kokosnussöl – Erwachsenen bei der Gewichtsreduktion helfen kann. Die Studienteilnehmer bekamen eine spezielle Diät, welche reich an mittelkettigen Triglyceriden (medium chain triglycerides = MCT) war. Die metabolischen Daten zeigten, dass die MCT das Körperfett senkten und den Abnehmenden halfen, Energie zu verbrennen. Bei der Studie wurde ein spezielles 100%iges mittelkettiges Kokosnussöl verwendet. Das meiste auf dem Markt befindliche Kokosnussöl weist hingegen nur 13–14 % dieser mittelkettigen Triglyceride auf, somit müssten große Mengen Kokosnussöl verzehrt werden, um eine vergleichbare Menge an MCT aufzunehmen.
Neuere Studien bei Kindern und Frauen konnten keine Effekte von gewöhnlich verfügbaren Mengen Kokosnussöls auf Thermogenese oder Fettverbrennung finden. Die Deutsche Gesellschaft für Ernährung kritisiert die vorhandenen Studien zum Abnehmen via mittelkettiger Triglyceride als wissenschaftlich unzureichend (z. B. wegen kurzer Studiendauern, kleiner Patientenkollektive und geringer Stichprobengrößen) und empfiehlt daher keine Therapie mit Kokosnussöl. Eine Metaanalyse von 2022 sieht ebenfalls keinen Unterschied in der Gewichtsreduktion von Kokosnussöl im Vergleich zu anderen Ölen.

### Effekte auf Blutfettwerte
In der Literatur wird ein Effekt von Kokosöl auf das LDL- und Gesamtcholesterin im Blutspiegel widersprüchlich bewertet, so gibt es Evidenzen sowohl für eine Senkung als auch im Gegenteil für eine Erhöhung. Eine Metaanalyse von 16 randomisiert kontrollierten Studien zeigt, dass ein mindestens zweiwöchiger Konsum von Kokosöl im Vergleich zu verschiedenen nichttropischen Ölen (Sojaöl, Rapsöl, Sonnenblumenöl, Distelöl und Olivenöl), Palmöl sowie Butter zu einer signifikanten Erhöhung der LDL- und HDL-Konzentration im Blut führt. Eine weitere Metaanalyse sieht keine Vorteile von Kokosnussöl im Vergleich zu anderen Ölen bezüglich LDL-Cholesterin, Triglyceride oder HDL-/Gesamtcholesterin.